# Dromoïque vif-argent
Scotocerca inquieta, Scotocerca, Scotocercidae · Dromoïque du désert
Famille
Genre
Espèce
Répartition géographique
Statut de conservation UICN

 LC  : Préoccupation mineure
La Dromoïque vif-argent ou Dromoïque du désert (Scotocerca inquieta) est une espèce d'oiseaux de l'ordre des Passeriformes, seule représentante de la famille des Scotocercidae et du genre Scotocerca.

## Habitat

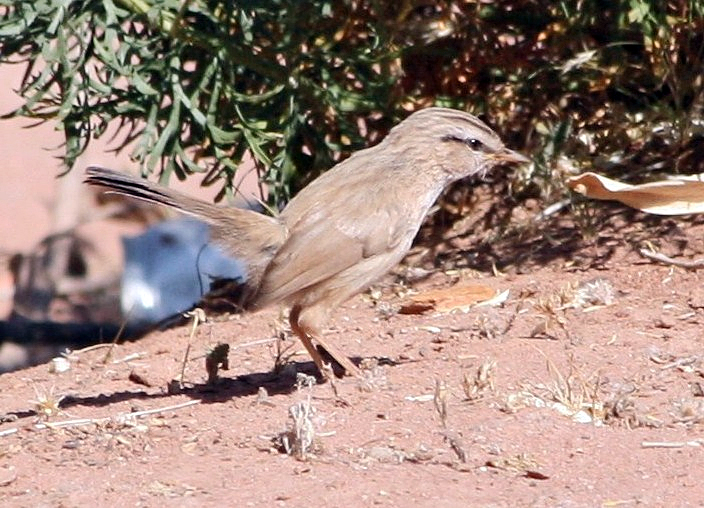
.. à Pétra, Jordanie

Cet oiseau peuple de manière éparse les régions désertiques, plus fréquemment les oueds (où la verdure est plus abondante) ainsi que les pierriers pourvus de buissons dans les gorges et les ravins.

## Taxinomie
En 2011, les travaux d'Alström et al. montrent que l'analyse phylogénique de cette espèce contredit son apparente appartenance à la famille des Cisticolidae. Elle est donc déplacée dans la famille des Cettiidae dans la version 2.7 (2010) de la classification de référence du Congrès ornithologique international. À la suite des travaux de Fregin et al., son placement dans cette famille est écarté, et en attendant des travaux supplémentaires, elle est placée en incertae sedis.
En 2012, des études génétiques publiées par Fregin et al. montrent que cette espèce ne peut être incluse dans aucune famille existante, bien qu'assez proche des Cettiidae. Il est donc proposé de la placer dans sa propre famille, les Scotocercidae.

## Répartition et sous-espèces

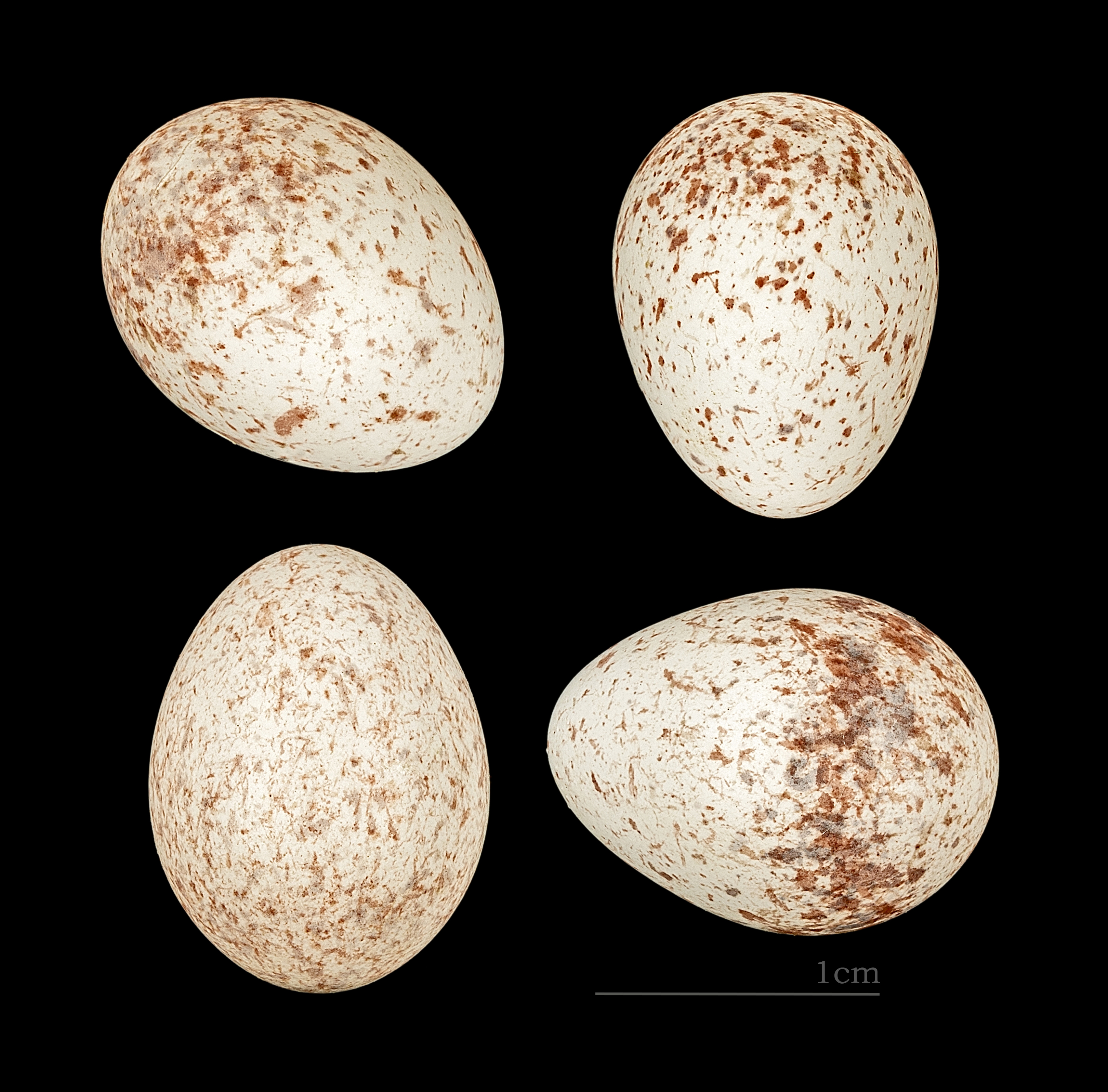
Œufs de Dromoïque vif-argent - Muséum de Toulouse

Selon la classification de référence du Congrès ornithologique international (15.1, 2025) elle se répartit en huit sous-espèces (ordre phylogénique) :
- S. i. theresae R. Meinertzhagen, 1939 — aire dissoute, de la Mauritanie au Maroc ;
- S. i. saharae (Loche, 1858) — de l'est du Maroc à la Libye ;
- S. i. inquieta (Cretzschmar, 1830) — du nord-est de l'Égypte au nord-ouest de la péninsule Arabique ;
- S. i. grisea Bates, 1936 — ouest de l'Arabie Saoudite, est du Yémen et Oman ;
- S. i. buryi Ogilvie-Grant, 1902 — sud de l'Arabie Saoudite et ouest du Yémen ;
- S. i. montana Stepanian, 1970 — Iran, sud du Turkménistan et du Tadjikistan, Afghanistan ;
- S. i. platyura (Severtsov, 1873) — Kazakhstan, Ouzbékistan, nord du Turkménistan et sud-ouest du Tadjikistan ;
- S. i. striata (W.E. Brooks, 1872) — Iraq, sud de l'Iran et de l'Afghanistan, Pakistan.

### EspèceScotocerca inquieta
- (en) Animal Diversity Web : Scotocerca inquieta
- (fr + en)  Avibase : Scotocerca inquieta (Cretzschmar, 1830) (+ répartition) (consulté le 26 avril 2016)
- (fr) eBird : Scotocerca inquieta
- (fr + en) ITIS : Scotocerca inquieta (Cretzschmar, 1830)
- (en) NCBI : Scotocerca inquieta (taxons inclus)
- (fr) Oiseaux.net : Scotocerca inquieta (+ répartition)
- (en) UICN : espèce Scotocerca inquieta (Cretzschmar, 1830) (consulté le 19 mai 2015)
- (en) Zoonomen Nomenclature Resource (Alan P. Peterson) : Scotocerca inquieta  dans Passeriformes

### Famille
- (en) BioLib : Scotocercidae (consulté le 15 juin 2019)
- (en) Catalogue of Life : Scotocercidae Fregin, Haase, Olsson & Alström, 2012 (consulté le 11 décembre 2020)
- (en) Congrès ornithologique international : Scotocercidae dans l'ordre Scotocercidae
- (fr + en) ITIS : Scotocercidae  Fregin, Haase, Olsson & Alström, 2012 (consulté le 15 juin 2019)
- (fr) Oiseaux.net : Scotocercidae (consulté le 15 juin 2019)
- (en) Paleobiology Database : Scotocercidae  Fregin et al. 2012 (consulté le 15 juin 2019)